# Kim Kibum
Kim Ki-bum (hangul: 김기범; Seúl, 21 de agosto de 1987) es actor y cantante surcoreano. Hizo su debut como actor en el año 2004, al formar parte del elenco del drama April Kiss, y también fue miembro del grupo masculino surcoreano Super Junior.

## Biografía
Kibum nació en Seúl, Corea del Sur. Tiene una hermana menor, Kim Sei-hee. También es el primo del actor Shin Dong-wook. A la edad de diez años, se mudó a Los Ángeles, California, Estados Unidos, donde asistió a Santa Mónica High School.
En 2002, fue descubierto por un agente de talento de Corea del Sur y lo recomendó para una audición para el Starlight Casting System, un sistema de calidad organizado por SM Entertainment.  Kibum pronto firmó un contrato con SM Entertainment y se convirtió en su aprendiz oficial, para ser capacitado en áreas como el canto, actuación, baile, y otros talentos, tales como modelar. Se destacó mucho en actuación, como él mismo dijo después. Aunque residía en Seúl, tenía que viajar frecuentemente a Los Ángeles para visitar a su familia.
Kibum a la edad de 10 años se mudó junto a su madre a Estados Unidos y volvió a Corea del Sur al haber firmado con SM Entertainment.

## Carrera

### Televisión
Antes de su debut, Kibum estuvo participando como modelo en los anuncios publicitarios de KTF, C & C, NF Sonata, OLIVA, My Chew, Ottogi Noddle y Elite Uniform junto con BoA. También fue visto en muchos otros anuncios junto a sus futuros compañeros de agencia, Ahyoomee, Go Ara, y su futuro compañero de grupo Heechul.
Kibum debutó como actor el 21 de abril de 2004, en April Kiss donde hizo el papel de Han Jungwoo. El papel más grande de Kibum para el público de Corea fue en el drama de KBS, Sharp 2, protagonizada junto a sus compañeros GO Ara y Heechul. Poco después del estreno de Sharp 2 a principios de 2005, Kibum debutó como miembro de Super Junior, lo cual interfirió en su carrera de actor. Le dieron un pequeño papel en el drama de MBC, Marrying a Millionaire, donde figura en un solo episodio como Younghoon Young Kim. Sin embargo, repitió como actor principal en la serie de MBC, Rainbow Romance, compartiendo el liderato de nuevo con Heechul la serie consta de 243 episodios. En el otoño de 2006, él estuvo en el drama Snow Flower que fue presentada por SBS, atrayendo la atención de más público.
En abril de 2008, se anunció que Kibum sería protagonista de otro drama de MBC, Chunja Happy Events junto con Wang Bitna. La fecha de estreno del drama fue el 19 de mayo de 2008.

### Cine
Kibum hizo su primera aparición en la pantalla grande fue en la película del 2007, Attack on the Pin-Up Boys , ambientada en una preparatoria de Corea del Sur donde también participan todos los miembros de Super Junior, a excepción de Kyuhyun. Él hace el papel de narrador de la historia, un estudiante que investiga los misteriosos sucesos de la preparatoria. A pesar de las críticas positivas , la película no le fue bien en la taquilla, pero las versiones en DVD de la película si fueron muy populares y rompió todos los récords de éxitos.

### Super Junior

#### 2005-2007: Debut en Super Junior
A principios de 2005, la agencia de talentos SM Entertainment, dio a conocer un anuncio oficial de que Kibum haría un segundo debut como cantante. Junto con otros once miembros, Kibum con Super Junior 05, la primera generación de Super Junior, debutó el 6 de noviembre de 2005 en SBS Popular Songs, interpretando el primer sencillo del grupo "Twins (Knock Out)". El grupo lanzó su álbum de estudio completo un mes más tarde, y el álbum debutó como #3 en la lista mensual de álbumes K-pop Miak.

#### 2006:U
El grupo lanzó su segundo sencillo promocional, "Miracle", que vino al final , su agencia estaba a punto de reclutar a nuevos miembros para la próxima generación de Super Junior, Super Junior 06, la planificación para sustituir a Kibum con un nuevo miembro. Sin embargo, los planes cambiaron cuando la compañía agregó en un decimotercer miembro, Kyuhyun, y la compañía declaró que las futuras generaciones de Super Junior fueron rumores. El grupo abandonó el sufijo "05" y se convirtió oficialmente Super Junior. El nuevo grupo de gran éxito después de que lanzaron su CD "U" en el verano siguiente en 2006, que se convirtió en el sencillo más exitoso en las listas musicales Coreanas, Super Junior ha cosechado el 1º lugar en su carrera musical desde entonces.

#### 2007: Don't Don
Kibum dejó a un lado su carrera como actor y participó activamente como miembro de Super Junior, especialmente durante las promociones para el segundo álbum del grupo Don't Don en el otoño de 2007 y primera gira de conciertos de Super Junior a principios de 2008. Don´t Don se convirtió en el álbum más vendido de Super Junior y de Corea el segundo álbum más vendido del año, mientras el álbum en vivo Super Show se convirtió en un éxito récord en Corea del Sur, Tailandia y Taiwán.

#### 2009-2010:Sorry, Sorry
Super Junior en 2009 lanzó su tercer LP, Sorry, Sorry. Durante las promociones para el primer sencillo, "Sorry, Sorry", Kibum estaba ausente lo que llevó a las especulaciones de que salió de Super Junior. SM Entertainment, así como a todos los miembros de la banda lo negaron. Cuando Super Junior lanzó su segundo sencillo, "It's You", Kibum estaba notablemente ausente de nuevo de todas las promociones (solo aparece en algunas partes del vídeo , pero no canta). SM finalmente emitió un comunicado declarando que Kibum estaba ocupado con proyectos en solitario, y re-confirmado que estaría ausente de las actividades de promoción debido a compromisos anteriores, y que no había salido de Super Junior. Más tarde se confirmó que Kibum no estaría en el tour Super Junior (julio de 2009), The Super Show II, debido a una lesión en el pie, que llevan a seis semanas de descanso de las actividades de esfuerzo físico.
Después de lanzar su tercer sencillo, "Sorry Sorry Answer", Kibum estuvo ausente en el vídeo musical y en todo lo demás.

#### 2015: Salida de Super Junior
Después de mucho tiempo de ausencia, dejó el grupo en agosto de 2015 tras la finalización de su contrato con SM.

## Filmografía

### Películas
- Attack on the Pin-Up Boys (꽃미남 연쇄 테러사건; 2007).
- Jumunjin (주문진; 2010).

### Series de televisión
- April Kiss (4월의 키스; 2004).
- Sharp 2 (반올림 2; 2005).
- Marrying a Millionaire (백만장자와 결혼하기; 2005).
- Rainbow Romance (레인보우 로망스; 2005).
- Snow Flower (눈꽃; 2006).
- Chunja's Happy Events (춘자네 경사났네; 2008).
- Deep Rooted Tree (뿌리깊은 나무; 2011).
- Te amo Lee Tae Li (아이러브 이태리; 2012).
- The Demi-Gods and Semi-Devils (天龙八部; 2013).
- Lucky Tianbao (吉祥天宝; 2014).

### Apariciones en programas de variedades
- King of Mask Singer (2021) participó como "Kicking Cha" (ep. #291).[2]
- Bipedal Life (두발라이프) (2018) - miembro.

### Videos musicales
- My Everything de The Grace (2007).

### Teatro
- A Nap (낮잠; 2010).